# コットンベルト

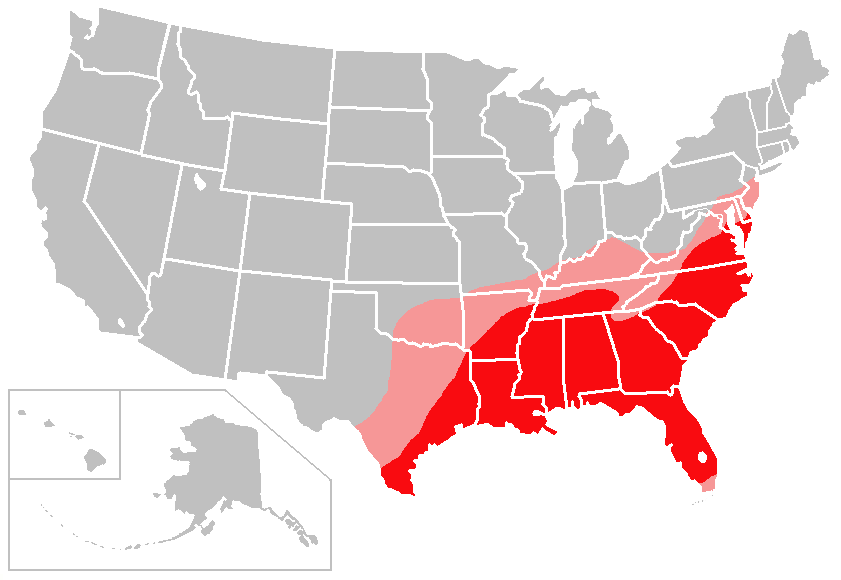
濃赤色の地域がコットンベルトと呼ばれる。ただし桃色の地域でも綿花は育つ。

コットンベルト（英語: Cotton Belt）あるいは綿花地帯（めんかちたい）は、アメリカ合衆国南部の地域呼称の一つ。18世紀後半から20世紀にかけて綿花が商品作物として主に栽培されていた地域を示す。

## 概要
明確な定義は存在しない。一般的にはミシシッピ州、アラバマ州を中心に、東のジョージア州やサウスカロライナ州、西のアーカンソー州やアラバマ州、北のテネシー州などが該当し、そしてさらにその周辺であるノースカロライナ州、バージニア州、メリーランド州、フロリダ州、テキサス州なども定義に含まれる事がある。綿花栽培には黒人奴隷が主に使役させられていた歴史から、ブラックベルトとは定義が近しい。
しかし奴隷制廃止や工業化の進展、地力の低下などによってこれらの地域での綿花生産は20世紀半ばに大幅に減少した。現在のアメリカ合衆国の綿花生産の中心地はより西側で、テキサス州、ニューメキシコ州、アリゾナ州、カリフォルニア州のベルト地帯となっている。これらの新たな綿花生産地帯をニュー・コットン・ベルト（New Cotton Belt）と呼ぶ事もあり、それに対する形で従来の物をオールド・コットン・ベルト（Old Cotton Belt）と呼ぶ事もあるが、一般にコットン・ベルトあるいは綿花地帯と言った場合にはオールドの側を指し示す。

## 歴史
1793年に綿繰り機が開発されるまでは、綿花の生産はサウスカロライナ州からジョージア州にかけての海岸平野、あるいはミシシッピ川沿いの僅かな土地に限られていた。綿繰り機が開発された事によって高台でも栽培が出来るようになり、特にミシシッピ州ナチェズ周辺はいち早く大生産地となった。ナチェズの農園経営者は交配と機械化を推進し、周辺地域へのプランテーションの拡大に大きく影響を与えた。1830年代に入ると、白人は綿花のプランテーション開発のためにインディアン移住を推し進め、この地域で奴隷貿易で得た奴隷を使役したため、テキサス州から西側はブラックベルトと呼ばれるようになった。
19世紀半ばには、コットンベルトと称される地域はメリーランド州からテキサス州東部にまで拡大、特にジョージア州、テネシー州、アラバマ州、アーカンソー州、ミシシッピ州の五州は綿花の一大生産地となった。それ以外でもフロリダ州やルイジアナ州、テキサス州の一部地域では主要な生産物となった。この大量生産はプランテーションや奴隷、肥沃な土壌、温暖な気候といった各種の条件が揃っていたからこその物であった。 
奴隷制が廃止されると、綿花業に従事する解放奴隷は一般労働者としての道よりも分益小作を選んだ。これによって奴隷を基底とした大規模農業は変化を余儀なくされた。それ以外の解放奴隷には北部への移動を選んだ者もいた。
1933年に農業調整法が制定されると作付面積が制限された他、機械化がより進展した。その頃には地力の低下やワタミハナゾウムシの繁殖、海外市場の拡大、産業発展に伴う工業化などが相次ぎ、全盛期の面影は次第になくなっていった。
現在でも綿花の栽培自体は可能であるとは言え、第一次産業をするにしてもトウモロコシ、小麦、大豆、畜産、材木生産などが主力となっている。

## 評価
最盛期には米国の農地の60%ほどを占めるまでに作付られた綿花は、南部の発展に大きく寄与した。他方で森林地帯を伐採し、地力を大幅に低下させた事は天然資源の有数の、そして大幅な無駄遣いでもあった。